# Арсеньевы
Арсе́ньевы — русский дворянский род татарского происхождения.

## Происхождение и история рода
Происходят от Ослана-Мурзы Челебея, знатного татарина, выехавшего в Россию из Золотой Орды и принявшего св. крещение с именем Прокопия в 1389 году. Прокопий был женат на дочери стольника великого князя Дмитрия Донского, Мавре Зотовне Житовой. У них было пять сыновей:
1) Арсений — родоначальник Арсеньевых;
2) Фёдор — родоначальник Сомовых;
3) Яков Кременецкий — родоначальник Ждановых и угасших фамилий Кременецких и Яновцевых;
4) Павел — родоначальник Павловых.
5) Лев, по прозвищу Широкий рот — родоначальник Ртищевых.
Одним из первых документальных упоминаний о роде относится к 1539 году, где в царской грамоте упомянут медынский наместник Назар Иванович Арсеньев.
В 1573 году Арсеньев Василий Григорьевич являлся опричником Ивана Грозного.
Арсеньевы служили в воеводах, дворянах московских, стольниках и некоторые из них были царицыными. Так, Андрей Михайлович был стольником при царице Евдокии Федоровне, Дмитрий Федосеевич и Кирилл Юрьевич — при царице Наталии Кириловне и Пётр Михайлович — при царице Прасковье Фёдоровне. Некоторые Арсеньевы служили в стряпчих. Один из членов этой фамилии, Фёдор Макарьевич, убит при осаде Вендена в 1556 году. Фёдор Юрьевич Арсеньев строил город Бобрик в 1651 году и город Черкасск на Маяцких горах.
При подаче документов в 1686 году, для внесения рода в Бархатную книгу, была представлена родословная роспись Арсеньевых.

## Описание гербов

#### Герб Арсеньевых 1785 года
В Гербовнике Анисима Титовича Князева 1785 года имеется печать с изображением герба тульского губернского предводителя дворянства Дмитрия Васильевича Арсеньева (1728—1806): в светло-сером овальном поле щита, имеющий золотую кайму, означены, накрест, меч с золотой рукоятью и белая стрела с серебряным наконечником и оперением — зелёное с красным, остриём направленные вниз. Над ними изображены золотая шестиконечная звезда, а над ней рогами вниз, серебряный полумесяц. Внизу, под перекрестием меча и стрелы изображена золотая шестиконечная звезда, а под ней серебряная подкова шипами положенная вверх. По сторонам от меча и стрелы, золотые буквы В и А. Щит увенчан дворянской короной (дворянский шлем и намёт отсутствуют). Справа и слева от щита военная арматура в виде знамён, пушек и фигурная виньетка.

#### Герб. Часть I. № 52.
Герб статского советника Константина Ивановича Арсеньева, одного из воспитателей царевича Александра Николаевича. Пожалован в дворянское достоинство 30 мая 1833 года: щит разделён на три части, из коих в верхней половине, в правом красном поле, находятся три серебряные шестиугольные звезды, а в левом, золотом поле, означен кадуциев жезл с двумя обвившимися вокруг него двумя змеями. В нижней половине, в голубом поле, серебряный глобус. Щит увенчан дворянским шлемом с дворянской на нём короной и тремя страусовыми перьями. Намёт на щите серебряный, подложенный голубым.

#### Герб. Часть V. № 28.
Герб потомства Ослана-Мурзы: в щите, имеющем голубое поле, изображены крестообразно две серебряные сабли и стрела, остроконечиями обращённые к золотой подкове, которая шипами положена вверх, а по сторонам сабель находятся золотой полумесяц рогами в правую сторону и того же металла шестиугольная звезда. Щит увенчан дворянскими шлемом и короной. Намёт на щите голубой и красный, подложен серебром.

## Известные представители
- Арсеньев Степан — воевода в Туле в 1627—1628 г.
- Арсеньев Агей Степанович — тульский городской дворянин в 1627 г.
- Арсеньев Степан Иванович — воевода в Туле в 1635—1637 г.
- Арсеньев Осип — стольник в Чернавском остроге в 1644 г.
- Арсеньев Фёдор Юрьевич — воевода в Ольшанске в 1645—1647 г., в Вольном в 1648—1649 г., в Каменном в 1650—1651 г., в Острожске в 1652 г., в Воронеже в 1654 г., в Минске в 1652 и 1656 г.
- Арсеньев Кирилл Юрьевич — патриарший стольник в 1627 г., стольник в 1636 г., воевода в Серпухове в 1646—1647 г., в Хотмыжске в 1649—1651 г., воевода в Усерде в 1652—1653 г., воевода в Сумах 1656—1658 г., походный стольник царицы Натальи Кирилловны в 1676—1677 г.
- Арсеньев Афанасий Фёдорович — воевода в Алексине в 1647 г.
- Арсеньев Осип Степанович — воевода в Обояни в 1651 г.
- Арсеньев Амвросий Иванович — стряпчий в 1658 г., московский дворянин в 1692 г.
- Арсеньев Дмитрий Федосеевич — стольник царицы Натальи Кирилловны в 1676 г.
- Арсеньев Дмитрий Фёдорович — стольник, воевода в Свияжске в 1691—1692 г.
- Арсеньевы: Андрей и Фёдор Епифановичи, Афанасий Владимирович, Афанасий и Демид Самойловичи, Еремей и Пётр Яковлевичи, Фёдор, Марк и Иван Ивановичи, Иван и Фёдор Никитичи, Фёдор, Иван и Перфил Юрьевичи, Козьма Семёнович, Михаил Афанасьевич — московские дворяне в 1677—1692 г.
- Арсеньевы: Иван Перфильевич, Кирилл Мартемьянович, Кузьма Лукьянович, Матвей и Фёдор Осиповичи, Михаил Фёдорович, Никита Петрович, Пётр Еремеевич, Савва Демидович, Фёдор Малафеевич — стольники в 1677—1692 г.
- Арсеньев Андрей Михайлович — стольник царицы Евдокии Фёдоровны в 1692 г.
- Арсеньев Пётр Михайлович — стольник царицы Прасковьи Фёдоровны в 1692 г.
- Арсеньев Михаил — стольник, воевода в Якутске в 1697 г.
- Арсеньев Андрей Михайлович — стольник, воевода в Якутске в 1697 г[7][8].
- Возвышение древнего рода относится к началу XVIII века благодаря браку (в 1706 году) дочери стольника, данковского, севского и якутского воеводы, Михаила Афанасьевича Арсеньева — Дарьи, с А. Д. Меншиковым. Её младшая сестра Варвара была обер-гофмейстериной своей племянницы, княжны Меньшиковой — невесты Петра II. Их брат Василий стал генерал-адъютантом от флота (1727) и тайным советником (1731); его внук, Пётр Петрович, был последним продолжателем этой ветви рода.

Восьмиюродные братья Петра Петровича, Василий Васильевич и Дмитрий Васильевич, продолжали другую ветвь рода, в которой стали известны: сын Василия Васильевича — Михаил Васильевич (1768—1810), поручик Преображенского полка, дед по матери М. Ю. Лермонтова; сыновья Дмитрия Васильевича — Василий Дмитриевич (его сын — Николай (Арсеньев 5-й) (1789—1847) — участник наполеоновских войн, впоследствии — тайный советник), Александр Дмитриевич и Николай Дмитриевич Арсеньевы. Внуком последнего, адъютантом графа Дибича, Николаем Дмитриевичем (1803—1859), закончилась эта ветвь древнего рода.
Ещё быстрее, вероятно, пресёкся род от другого, тоже восьмиюродного брата Петра Петровича — Александра Александровича (1756—1845), сенатора и тайного советника. Его сын, издатель Илья Александрович Арсеньев дважды был женат, но о продолжателях рода информация отсутствует.
Много известных представителей древнего рода пошло от курляндского губернатора, Николая Ивановича Арсеньева (1760—1830) и его внука, Василия Сергеевича Арсеньева (1829—1915) — действительного тайного советника (1896). Из этой ветви известны: дипломат Сергей Васильевич, настоятель Храма Христа Спасителя Иоанн Васильевич, хранитель Оружейной палаты Московского Кремля Юрий Васильевич, историк религии Николай Сергеевич. Известен был также адмирал Дмитрий Сергеевич Арсеньев, другой внук Николая Ивановича.
В XVIII веке при Екатерине II генерал-поручиком и правителем Иркутского наместничества был Михаил Михайлович Арсеньев (1735—1791); Никита Васильевич и Николай Васильевич были тайными советниками и почётными опекунами Московского[уточнить] воспитательного дома.
Кроме того, из рода Арсеньевых в XVIII—XIX веках был известен Михаил Андреевич Арсеньев, генерал-майор, участник Отечественной войны 1812 и заграничных походов русской армии 1813—1815 гг..
В конце XIX века Дмитрий Сергеевич Арсеньев, вице-адмирал, состоял начальником Морских академии и училища, а до этого был воспитателем, а потом попечителем великих князей Сергея и Павла Александровичей.
В XIX веке появились новые роды Арсеньевых:
- от сына священника Константина Ивановича Арсеньева, который был преподавателем истории и статистики у цесаревича Александра Николаевича (его сын, Константин Константинович — известный юрист и общественный деятель продолжил род сыновьями: Борисом и Евгением; другой сын, Юлий Константинович был губернатором трёх губерний);
- протоиерей Яков Арсеньевич[11] стал единственным представителем ветви рода.